# Запорожець за Дунаєм (фільм, 1937)
«Запорожець за Дунаєм» — радянський музичний художній фільм 1937 року, який зняв режисер Іван Кавалерідзе на студії «Українфільм».

## Сюжет
Фільм за однойменною оперою С. С. Гулак-Артемовського.

## У ролях
- Степан Шкурат — Карась
- Анастасія Левицька — Одарка
- Олександр Сердюк — Андрій (співає Іван Козловський)
- Костянтин Жулинський — султан
- Гнат Юра — Селім-ага
- Н. Глухоніна — Оксана (співає Д. Ольшевська)
- Георгій Брегвадзе — Алі
- Шота Нозадзе — Осман
- Поко Мургулія — Алай-бей
- В'ячеслав Гомоляка — епізод
- Степан Шагайда — дід Степан
- Г. Гречвадзе — епізод
- А. Книш — епізод

## Знімальна група
- Режисер — Іван Кавалерідзе
- Сценарист — Іван Кавалерідзе
- Оператор — Юрій Вовченко
- Композитор — Володимир Йориш
- Художник — Цунія Майєр